# Dekanat Haugsdorf
Dekanat Haugsdorf – jeden z 16 dekanatów rzymskokatolickiej wchodzących w skład wikariatu Unter dem Manhartsberg archidiecezji wiedeńskiej w Austrii. W jego skład wchodzi 9 parafii.

## Lista parafii
| Lp. | Miejscowość                       | Parafia                                                        | Kościół                                                                      | Grafika |
| --- | --------------------------------- | -------------------------------------------------------------- | ---------------------------------------------------------------------------- | ------- |
| 1   | Haugsdorf-Alberndorf im Pulkautal | Parafia św. Wawrzyńca                                          | Kościół św. Wawrzyńca w Haugsdorf-Alberndorf im Pulkautal                    |         |
| 2   | Hadres                            | Parafia św. Michała Archanioła                                 | Kościół św. Michała Archanioła w Hadres                                      |         |
| 3   | Haugsdorf                         | Parafia Świętych Apostołów Piotra i Pawła                      | Kościół Świętych Apostołów Piotra i Pawła w Haugsdorf                        |         |
| 4   | Jetzelsdorf                       | Parafia Wniebowzięcia Najświętszej Maryi Panny i św. Benedykta | Kościół Wniebowzięcia Najświętszej Maryi Panny i św. Benedykta w Jetzelsdorf |         |
| 5   | Mailberg                          | Parafia św. Jana Chrzciciela                                   | Kościół św. Jana Chrzciciela w Mailberg                                      |         |
| 6   | Hadres-Obritz                     | Parafia Wniebowzięcia Najświętszej Maryi Panny                 | Kościół Wniebowzięcia Najświętszej Maryi Panny w Hadres-Obritz               |         |
| 7   | Pfaffendorf                       | Parafia św. Grzegorza                                          | Kościół św. Grzegorza w Pfaffendorf                                          |         |
| 8   | Seefeld                           | Parafia św. Anny                                               | Kościół św. Anny w Seefeld                                                   |         |
| 9   | Hadres-Untermarkersdorf           | Parafia św. Idziego                                            | Kościół św. Idziego w Hadres-Untermarkersdorf                                |         |